# Central Park (Ottawa)

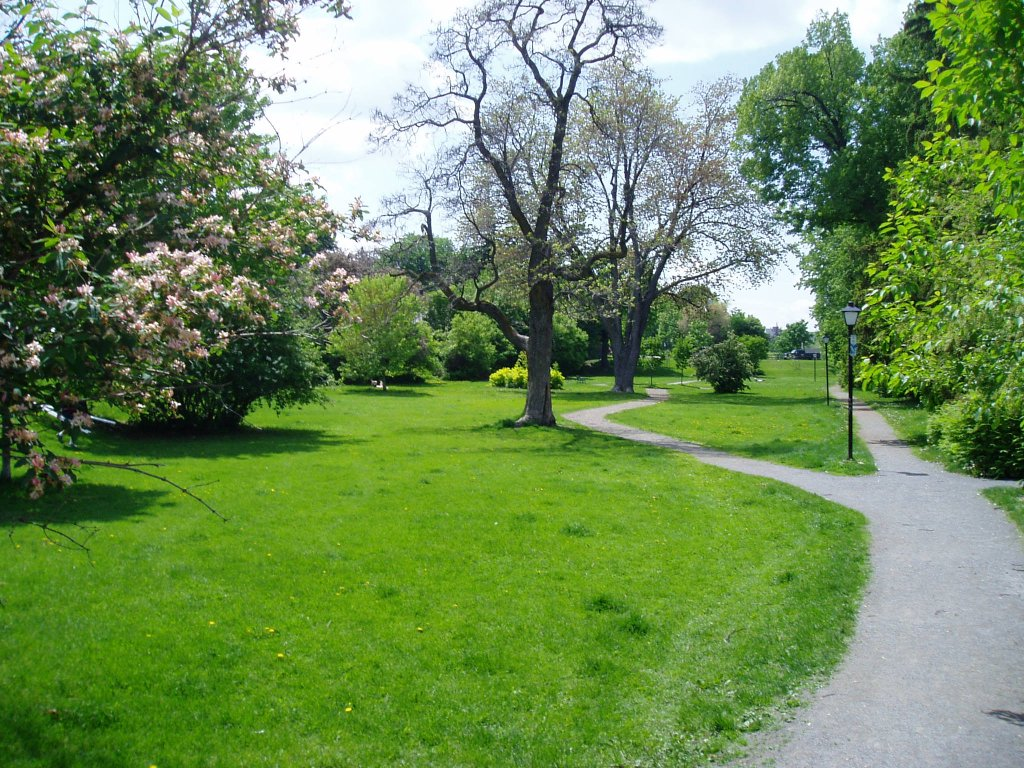
Vista de Central Park East

Central Park es un parque del centro de Ottawa, Canadá. Se localiza en el barrio de The Glebe, justo al sur del Queensway y de Centretown. Consta de dos partes, Central Park East y Central Park West, divididas por la Bank Street. Al sureste del parque se encuentra una zona ajardinada, alrededor del riachuelo Patterson Creek, que crea una extensión continuada de verdor por todo el Canal Rideau. 
En sus orígenes, todo el parque estaba en el área alrededor del Patterson Creek. En los años 1890, se comenzaron los trabajos de acondicionamiento de la zona. Se construyó la Clemow Avenue, bloqueando el riachuelo y creando espacio libre para la construcción del parque. Las obras acabaron en 1907. En la década de los 60, la ciudad propuso extender la Carling Avenue a través del parque hasta el canal, lo que causó descontento entre los ciudadanos y condujo a la creación de la Glebe Community Association, una asociación de vecinos. Al final, esta proposición fue rechazada.